# John of Strathbogie, 9. Earl of Atholl

Wappen der Earls of Atholl

John of Strathbogie, 9. Earl of Atholl (* um 1260; † 7. November 1306 in London) war ein schottischer Magnat.

## Herkunft und Jugend
John of Strathbogie war ein Sohn von David of Strathbogie, 8. Earl of Atholl und von dessen Frau Forueleth. Sein Vater starb 1270 als Kreuzfahrer vor Tunis. In zweiter Ehe hatte sein Vater Isabella Chilham geheiratet. Sie war die Erbin von Ländereien in Kent und eine Urenkelin des englischen Königs Johann Ohneland. Nach dem Tod von Johns Vater heiratete sie in zweiter Ehe Alexander de Balliol aus Cavers, der auch die Vormundschaft über den minderjährigen John übernahm. John of Strathbogie wurde wahrscheinlich vor 1284 volljährig und übernahm das Erbe seines Vaters, wozu Atholl in den Highlands sowie Strathbogie in Aberdeenshire gehörten, sowie der Titel Earl of Atholl.

## Rolle im schottischen Thronfolgestreit
Als im Oktober 1290 die Thronanwärterin Margarete, die Enkelin des 1286 gestorbenen Königs Alexander III. starb, war die Thronfolge völlig offen. Atholl unterstützte zusammen mit seinem Schwiegervater Domhnall, 6. Earl of Mar den Thronanspruch von Robert de Brus. Strathbogie und Mar vereinigten ihre Truppen bei Perth mit denen von Brus, womit ein Thronfolgekrieg gegen die Familie Comyn und ihre Anhänger drohte. John Comyn of Badenoch hatte nach der Ermordung des Earl of Fife einen Teil von dessen Ämtern übernommen. Möglicherweise fühlte Atholl sich von Comyns beherrschender Stellung in Nordschottland bedroht, so dass er den Thronanspruch von Brus gegen den Anspruch des von den Comyns unterstützten John Balliol unterstützte. Den Guardians of Scotland gelang es aber, einen Bürgerkrieg zu verhindern. Über die Thronfolge sollte eine Gerichtsversammlung unter Vorsitz des englischen Königs Eduard I. entscheiden. Atholl gehörte wie Mar zu den Vertretern, die Brus im Juni 1291 für die Versammlung nominierte. Als die Versammlung schließlich im November 1292 John Balliol zum König erklärte, war Atholl bei der Huldigung anwesend, die der neue schottische König dem englischen König leistete.

## Militär im Schottischen Unabhängigkeitskrieg
Über die Frage der englischen Oberhoheit kam es zum Bruch zwischen John Balliol und Eduard I. Im Februar 1296 bezeugte Atholl das Bündnis zwischen Schottland und Frankreich, worauf es zum Krieg gegen England kam. Zu Beginn des Kriegs überfiel Atholl zusammen mit dem Earl of Buchan Nordengland. Dann gehörte er zu den Führern der Streitmacht, die Dunbar Castle besetzte. Als die Burg nach der Schlacht bei Dunbar den Engländern übergeben wurde, geriet Atholl in englische Gefangenschaft wurde in den Tower of London gebracht. Er wurde unter der Bedingung freigelassen, während des Französisch-Englischen Kriegs 1297 am Feldzug von Eduard I. nach Flandern teilzunehmen. Danach kehrte er nach Schottland zurück und kämpfte womöglich wieder auf schottischer Seite 1298 in der Schlacht von Falkirk. 1299 gehörte er zu den Schotten, die einen Raubzug in das englisch besetzte Südostschottland führten. Wenig später nahm er an dem Treffen der schottischen Magnaten in Peebles teil. Durch seine Besitzungen Stratha'an and Strathbogie hatte Atholl Interessen in Nordostschottland, so dass er als schottischer Sheriff von Aberdeen diente, während Sir Alexander Comyn, der jüngere Bruder des Earl of Buchan dieses Amt als Sheriff des englischen Königs beanspruchte. Als Sheriff nahm Atholl an einem vom Earl of Buchan abgehaltenen Gerichtshof teil. Wenige Monate später nahm er an dem schottischen Parlament in Rutherglen teil, während dem er in einem Streit zwischen dem Bischof von St Andrews mit John Comyn dem Jüngeren von Badenoch den Bischof unterstützte.

## Unterwerfung unter englische Oberherrschaft
Vermutlich unterwarf sich Atholl 1303 dem englischen König Eduard I., als dieser nach Nordostschottland vorstieß. Im Gegenzug ernannte dieser ihn am 29. März 1304 zum Verteidiger und Richter für Schottland nördlich des Forth. Zu seinem Stellvertreter wurde der Earl of Strathearn ernannt. Atholl beschwerte sich nun beim König über seinen alten Gegner Sir Alexander Comyn, der vier Burgen nördlich des Forth besaß, worauf der englische König diesem zwei der Burgen entzog. Als Richter saß Atholl einer Verhandlung gegen seinen Stellvertreter Strathearn vor, in der gegen Aktionen der schottischen Regierung ermittelt wurde, die Atholl selbst zuvor unterstützt hatte. 1305 beauftragte ihn Eduard I., für eine neue Burg nördlich des Forth einen Bauplatz auszuwählen. Im Juli 1305 beklagte sich Atholl, dass sein Gehalt für seine Aufgaben nicht ausreichen würde. Obwohl der englische König seine Beschwerde entgegennahm, hatte Atholl Zweifel, ob sein Dienst gerecht entlohnt wurde.

## Erneuter Kampf gegen die englische Oberherrschaft
Nach der Ermordung von John Comyn of Badenoch durch Robert Bruce im Februar 1306 blieb Atholl zunächst in Berwick, doch dann schloss er sich der Rebellion von Bruce an, als dieser sich in Scone zum schottischen König krönen ließ. Damit war er einer von nur drei Earls, die an der Zeremonie teilnahmen. Möglicherweise veranlasste Atholl, dass Isabel, Countess of Buchan an der Zeremonie teilnahm und Bruce die Krone aufsetzte. Nach der Krönung soll Atholl Strathearn mit dem Tod gedroht haben, damit dieser sich Robert Bruce unterwarf. Nach der schottischen Niederlage in der Schlacht bei Methven betraute Robert I., wie Bruce nun genannt wurde, ihn mit der Verantwortung über die Sicherheit seiner Frau Elizabeth, seiner Schwester Mary und seiner Tochter Marjorie Bruce. Atholl brachte sie zunächst nach Kildrummy Castle und dann ins Kirchenasyl nach Tain, wo sie später gefangen genommen wurden. Er selbst wurde im August 1306 gefangen genommen, nachdem er im Moray Firth Schiffbruch erlitten hatte. Er wurde nach London gebracht, vor Gericht gestellt und wegen Verrats zum Tod verurteilt. Aufgrund seines hohen Ranges und seiner Abstammung mütterlicherseits von König Johann Ohneland wurde er auf Befehl des Königs an einem extra hohen Galgen gehenkt, anschließend geköpft und verbrannt. 

## Heirat und Nachkommen
1286 war Atholl mit einer Tochter von Sir William de Soulis verlobt,  er heiratete jedoch Marjory, eine Tochter von Domhnall, 6. Earl of Mar. Sie war eine Schwester von Isabel, der ersten Frau von Robert Bruce. Mit Marjory hatte Atholl mehrere Kinder, darunter:
- David Strathbogie, 10. Earl of Atholl
- Isabel Strathbogie

Nach der Hinrichtung sprach Eduard I. den Titel Earl of Atholl zunächst seinem Schwiegersohn Ralph de Monthermer zu, der jedoch schon wenige Monate später zugunsten von Strathbogies Sohn David auf den Titel verzichten musste.